# Hershey's

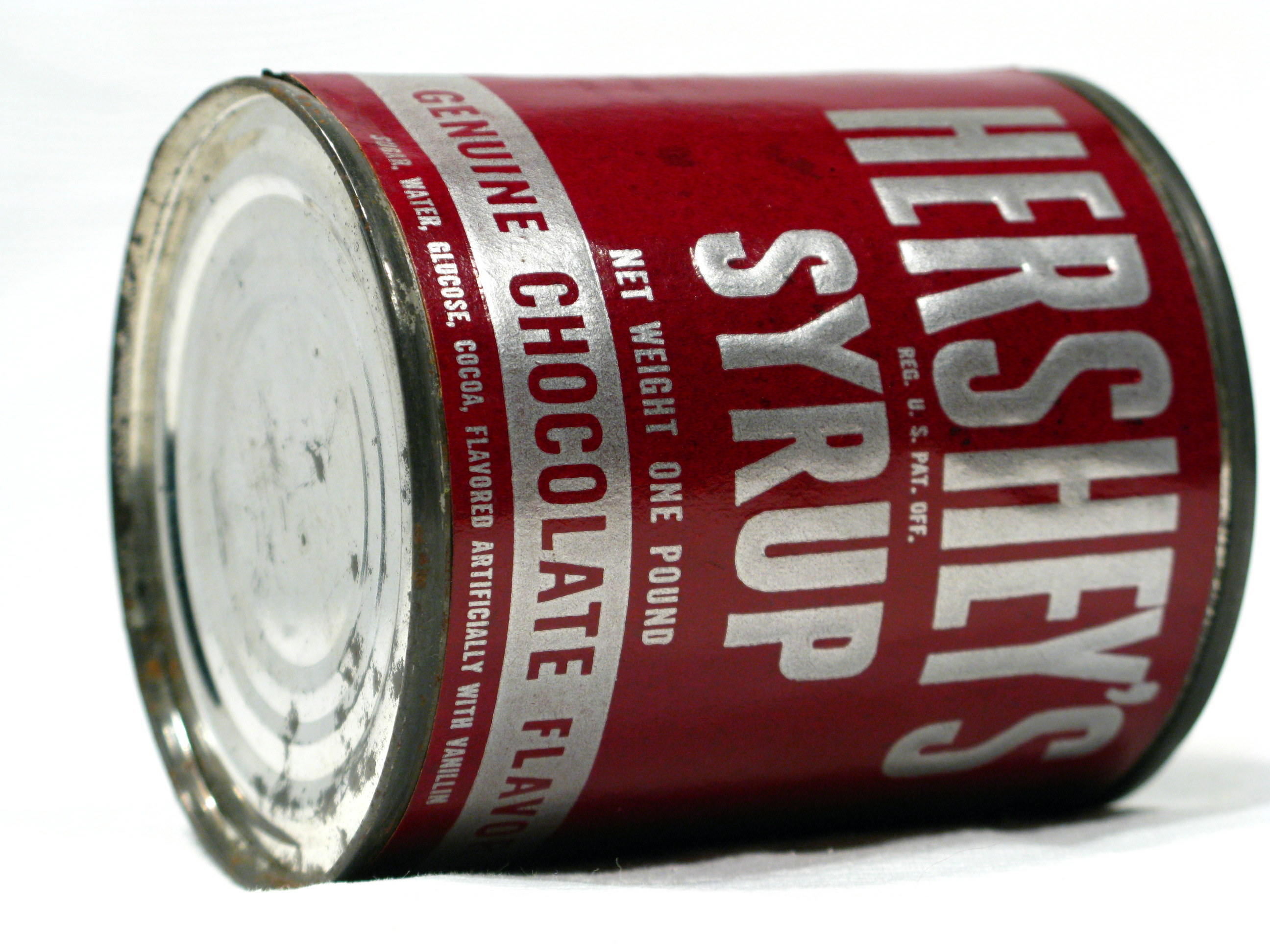
Jarabe de Hershey en los años cincuenta.

The Hershey Company, antiguamente Hershey Foods Corporation, comúnmente referida como Hershey's, es la compañía fabricante de chocolates más grande de Estados Unidos. Su sede está situada en Hershey, Pensilvania, una ciudad impregnada con el aroma de cacao. Fundada por Milton S. Hershey en 1894 como Hershey Chocolate Company subsidiaria de Lancaster Caramel Company. Actualmente los productos Hershey's son vendidos mundialmente.
Hershey es una de las compañías de chocolate más antiguas en Estados Unidos, además de un ícono en la cultura estadounidense por su famosa barra de chocolate. The Hershey Company es dueña de otras compañías de caramelo y se encuentra afiliada Hershey Entertainment and Resorts Company que administra el Hersheypark, un parque temático de chocolate y de diversión; el equipo de hockey Hershey Bears; el Estadio Hersheypark; y el GIANT Center.

## Historia
Luego de finalizar sus estudios sobre confitería en 1876, Milton Snavely Hershey fundó su propia tienda de dulces en Filadelfia, que seis años más tarde fracasó. En Chicago y Nueva York, trató nuevamente de fabricar caramelos, pero no funcionó, por lo que regresó a Filadelfia, en donde estableció Lancaster Caramel Company, allí utilizó leche fresca para elaborar caramelos, logrando un mayor éxito. Para 1894 culminó la construcción de una pequeña tienda adyacente a su compañía en Lancaster, nombrándola Hershey Chocolate Company. En 1900 vendió su fábrica de caramelo por la cantidad de 1 millón de dólares (alrededor de 34 millones de dólares estadounidenses en el día de hoy) y comenzó a concentrarse en la fabricación de chocolate. Para el año 1903, Hershey inició la construcción de su nueva compañía en su ciudad natal, Derry Church, Pensilvania, que más tarde sería conocida como Hershey (Pensilvania). Aquí desarrolló sus famosas barras de chocolate de leche, que de inmediato fueron un éxito y se convirtió en el primer producto en su género en ser vendido a nivel nacional, resultando en un acelerado crecimiento de la compañía Hershey´s.[cita requerida]
Mientras la compañía se hacía exitosa vendiendo productos del dulce chocolate, Milton Hershey creaba una fortuna con sus productos a base de chocolate. Una nueva planta de producción fue construida en 1896, exclusivamente para procesar la leche y para crear y refinar recetas para sus dulces de chocolate blanco. Tres años después, en 1899, él descubrió el Proceso Hershey.[cita requerida]

## Acontecimientos importantes
- 1857: Nace Milton Snavely Hershey

- 1876: Milton Hershey empezó su primer negocio de dulces "Crystal A. Caramels"

- 1893: Milton Hershey descubre el arte de hacer chocolate en la "World Columbian Exposition", celebrada en Chicago

- 1900: La primera barra de chocolate con leche Hershey´s es disfrutada en Estados Unidos

- 1907: Salieron a la venta los primeros chocolates Kisse´s de Hershey´s

- 1908: Se lanzó la barra de chocolate con almendras Hershey´s en Estados Unidos

- 1909: La escuela Milton Hershey abrió sus puertas para niños huérfanos en Estados Unidos

- 1918: Milton Hershey donó toda su fortuna a la escuela Milton Hershey

- 1926: Apareció el jarabe sabor a chocolate Hershey's

- 1941-1945: Hershey's produjo más de mil millones de barras de chocolate para las tropas norteamericanas durante la Segunda Guerra Mundial

- 1969: Hershey Foods Corp. y Anderson Clayton formaron Nacional de Dulces en la Ciudad de México. Y así llegaron a México los famosos productos Hershey´s

- 1971: Se lanzó al mercado la barra de chocolate amargo Hershey's Dark

- 1981: Nacional de dulces cambió sus instalaciones a El Salto, Jalisco

- 1985: Sale al mercado el icónico dulce enchilado sabor a tamarindo Pelón Pelo Rico

- 1990: Se lanzó al mercado la leche sabor chocolate de Hershey´s

- 1992: Hershey Foods Corp. compró el total de acciones de Nacional de Dulces y se creó Hershey México, S.A. de C.V.

- 1994: Se introdujo la famosa barra de dulce Hershey's Cookies ´n´ Cream

- 2004: Hershey México adquiere Grupo Lorena con marcas cómo: Pelón Pelo Rico y Crayón, entrando al mercado dulces de pulpa y enchilados

- 2010: Hershey's reforzó su estrategia de crecimiento enfocando en países clave como: México, India, China, Brasil y Canadá.

- 2011: Se introduce la paleta Pelón Peloneta y el chocolate Hershey´s Smooth Bubbles

- 2013: Incorporación de la marca Brookside, apertura de planta en Malasia, Golden Monkey

- 2017: Lanzamiento de Chocoyogo